# US Rivarolese
US Rivarolese – włoski klub piłkarski, mający swoją siedzibę w mieście Genua na północy kraju.

## Historia
Chronologia nazw:
- 1919: Unione Sportiva Rivarolese
- 1927: Associazione Polisportiva Rivarolese
- 1936: Associazione Calcio Fascista Littorio Rivarolo
- 1937: Associazione Polisportiva Rivarolese Nazionale Liguria
- 1937: klub rozformowano – po fuzji z S.S. Corniglianese i Sampierdarenese, tworząc Associazione Calcio Liguria
- 1939: Polisportiva Fascista Littorio Rivarolo
- 1941: klub rozwiązano
- 1946: Polisportiva Rivarolese
- 19??: Unione Sportiva Rivarolese – po fuzji z Amici Certosa
- 1992: Unione Sportiva Rivarolese 1919 Biasci
- 1997: Unione Sportiva Rivarolese 1919
- 2019: klub rozwiązano

Piłkarski klub Rivarolese został założony w miejscowości Genua (dzielnica Rivarolo Ligure) w 1919 roku w wyniku fuzji klubów Foot Ball Club Italia i Foot Ball Club Stella. W sezonie 1919/20 zespół zajął pierwsze miejsce w grupie C Promozione Ligure, a potem drugiem miejsce w grupie finałowej i zdobył awans do Prima Categoria. W 1920 debiutował w najwyższej klasie rozgrywek, ale w 1923 spadł do Seconda Divisione. W 1926 po reorganizacji systemu ligi i wprowadzeniu najwyższej klasy, zwanej Divisione Nazionale klub został zdegradowany do III ligi, która nazywała się Seconda Divisione. W 1927 zmienił nazwę na Associazione Polisportiva Rivarolese, a w 1928 powrócił do Prima Divisione. W 1929 została organizowana Serie A i po kolejnej reorganizacji klub został oddelegowany do Serie C, która do 1935 zwana była Prima Divisione. W 1932 na jeden rok spadł do Seconda Divisione. W 1936 klub znów zmienił nazwę na Associazione Calcio Fascista Littorio Rivarolo. W sezonie 1936/37 zespół zajął 3.miejsce w grupie C Serie C, ale po zakończeniu sezonu zmienił nazwę na Associazione Polisportiva Rivarolese Nazionale Liguria.
Latem 1937 roku pod naciskiem reżimu faszystowskiego klub Sestrese został przemianowany na Polisportiva "Manlio Cavagnaro", założyciela Autonomii Faszystowskiej w Sestri Ponente, który został zamordowany w roku 1921. Następnie aby uratować klub zmuszono do połączenia głównych społeczeństw Genui - A.C. Sampierdarenese oraz S.S. Corniglianese z Rivarolese Nazionale Liguria w jedyny klub Associazione Calcio Liguria.
W 1939 klub został reaktywowany jako Polisportiva Fascista Littorio Rivarolo. W sezonach 1939/40 i 1940/41 występował w grupie D Serie C, ale potem zawiesił swoją działalność.
W 1945 komisja Federazione Italiana Giuoco Calcio anulowała wszystkie fuzje reżimu faszystowskiego. Wskutek decyzji klub w 1946 został odrodzony jako Polisportiva Rivarolese. W sezonie 1946/47 startował w grupie A Serie C. W następnym sezonie zajął 7.miejsce w grupie B i spadł do regionalnych rozgrywek Promozione. W 1949 powrócił do Serie C, ale po roku znów spadł do Promozione. W 1951 powrócił do Serie C, ale po roku znów spadł do IV Serie. W sezonie 1954/55 zajął 16.miejsce w grupie A Serie D i spadł do rozgrywek lokalnych. W 1965 został zdegradowany do drugiej ligi rozgrywek lokalnych. 
Po fuzji z Amici Certosa, klub odziedziczył żółtą barwę. W 1976 awansował do Serie D. W swoim pierwszym sezonie w Serie D uzyskał siódmą lokatę, ale w następnym sezonie zespół nie był w stanie uratować, po zajęciu przedostatniego miejsca spadł z powrotem do mistrzostw regionalnych Promozione. Odtąd zespół zawsze grał w ligach regionalnych, bez większych sukcesów. Ostatni sezon w Promozione był 1998/99, a potem spadł do niższych lig.
W sezonie 2011/12 był trzecim w grupie C Prima Categoria i awansował do Promozione Ligure. W sezonie 2015/16 zajął najpierw drugie miejsce w grupie B Promozione Ligure, a potem w barażach zdobył promocję do Eccellenza Ligure.

## Sukcesy

### Trofea międzynarodowe
Nie uczestniczył w rozgrywkach europejskich (stan na 31-12-2016).

### Trofea krajowe
| \| \| Zdobyte trofea w rozgrywkach Włoch (stan na: 31-05-2017) \| |                                                          |      |                                             |
| Rozgrywki                                                         | Osiągnięcie                                              | Razy | Sezon(y)                                    |
| · Mistrzostwo                                                     | I miejsce                                                | 0    |                                             |
| · Mistrzostwo                                                     | II miejsce                                               | 0    |                                             |
| · Mistrzostwo                                                     | III miejsce                                              | 1    | 1921/22 (grupa eliminacyjna Sezione ligure) |
| · Puchar                                                          | zdobywca                                                 | 0    |                                             |
| · Puchar                                                          | finalista                                                | 0    |                                             |
| · Puchar                                                          | ?                                                        | ?    | ?                                           |
| II liga                                                           | I miejsce                                                | 1    | 1919/20 (grupa C Promozione Ligure)         |
| II liga                                                           | II miejsce                                               | 0    |                                             |
| II liga                                                           | III miejsce                                              | 0    |                                             |
| Włochy                                                            | Zdobyte trofea w rozgrywkach Włoch (stan na: 31-05-2017) |      |                                             |

## Stadion
Klub rozgrywa swoje mecze domowe na stadionie Torbella w Genui, który może pomieścić 5000 widzów.